# Nathan MacKinnon
Nathan Raymond MacKinnon (Halifax, 1º de setembro de 1995) é um jogador canadense de hóquei no gelo profissional que é o capitão alternativo do Colorado Avalanche na National Hockey League (NHL).
MacKinnon foi selecionado pelo Avalanche como a primeira escolha geral no Draft da NHL de 2013. Ele conquistou a Copa Stanley com o time em 2022 e também ganhou o Troféu Hart e o Prêmio Ted Lindsay como o jogador mais valioso da liga durante a temporada de 2023–24. Ele é amplamente considerado um dos melhores jogadores de sua geração.

## Primeiros anos
MacKinnon nasceu em Halifax, Nova Escócia, e cresceu jogando no sistema de hóquei no gelo de Cole Harbour, Nova Escócia. Como jogador na categoria Atom (menos de 11 anos), MacKinnon registrou 200 pontos em 50 jogos. Quando MacKinnon tinha 12 e 13 anos, ele teve temporadas de 110 e 145 pontos, respectivamente. Após essas duas temporadas, MacKinnon ingressou na Shattuck-Saint Mary's em Faribault, Minnesota. MacKinnon escolheu deixar sua cidade natal e frequentar a escola interna de Minnesota devido à força do seu programa de hóquei no gelo. Em sua primeira temporada na escola, ele marcou 101 pontos em 58 jogos, terminando em segundo lugar na pontuação da equipe. Para a temporada de 2010–11, MacKinnon se juntou ao time Sub-16 da escola. Apesar de ser o segundo jogador mais jovem da equipe, ele estava marcando mais de dois pontos por jogo e era o segundo em pontuação da equipe na metade da temporada. Durante a temporada, MacKinnon foi nomeado para a equipe que representou a Nova Escócia no torneio de hóquei no gelo dos Jogos de Inverno do Canadá de 2011. No torneio, MacKinnon marcou oito gols e onze pontos, terminando em quarto lugar na pontuação do torneio, enquanto a Nova Escócia terminou em sétimo lugar. MacKinnon terminou sua segunda temporada na Shattuck-Saint Mary's com 93 pontos em 40 jogos disputados, e foi o segundo da equipe com 45 gols marcados.

## Carreira profissional

### Junior

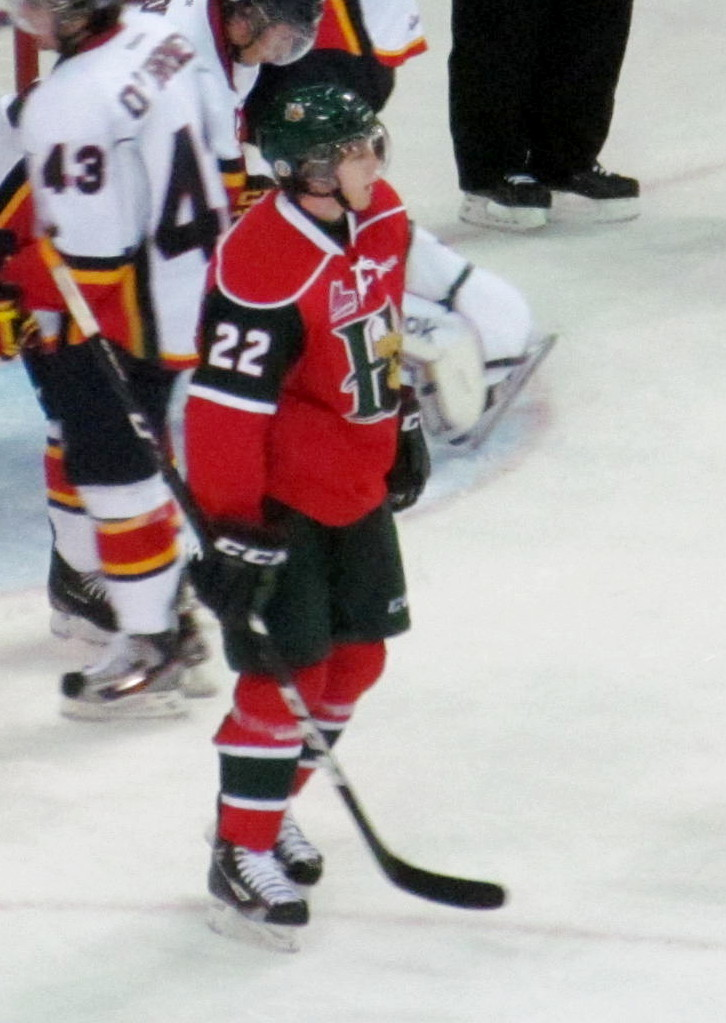
MacKinnon em outubro de 2012. Ele jogou pelo Halifax Mooseheads durante dois anos

MacKinnon estava indeciso se iria jogar hóquei no gelo universitário na National Collegiate Athletic Association (NCAA) ou no Quebec Major Junior Hockey League (QMJHL). Em 4 de junho de 2011, MacKinnon foi selecionado pelo Baie-Comeau Drakkar como a primeira escolha geral no Draft da QMJHL de 2011. Como MacKinnon não falava francês, houve especulações de que ele seguiria com a opção de jogar no EUA até estar elegível para a NCAA, a menos que seus direitos fossem trocados para outra equipe da QMJHL. Em 13 de julho de 2011, os direitos de MacKinnon foram trocados para o Halifax Mooseheads. Ele marcou seu primeiro hat-trick na QMJHL em 3 de dezembro de 2011, anotando cinco gols na vitória por 6–4 sobre o Quebec Remparts. Em uma liga com jogadores de 18 e 19 anos, MacKinnon tinha apenas 16 anos quando conseguiu isso. O treinador adversário dos Remparts era seu futuro treinador no Colorado Avalanche, Patrick Roy. Com cinco gols em um jogo, ele igualou o recorde dos Mooseheads para o maior número de gols em um único jogo.
Em 26 de maio de 2013, MacKinnon levou os Mooseheads ao seu primeiro título da Memorial Cup. Ele também foi nomeado o MVP, marcando sete gols e seis assistências no torneio, o melhor da competição.

### Colorado Avalanche (2013–Presente)
Começo e dificuldades (2013–2017)

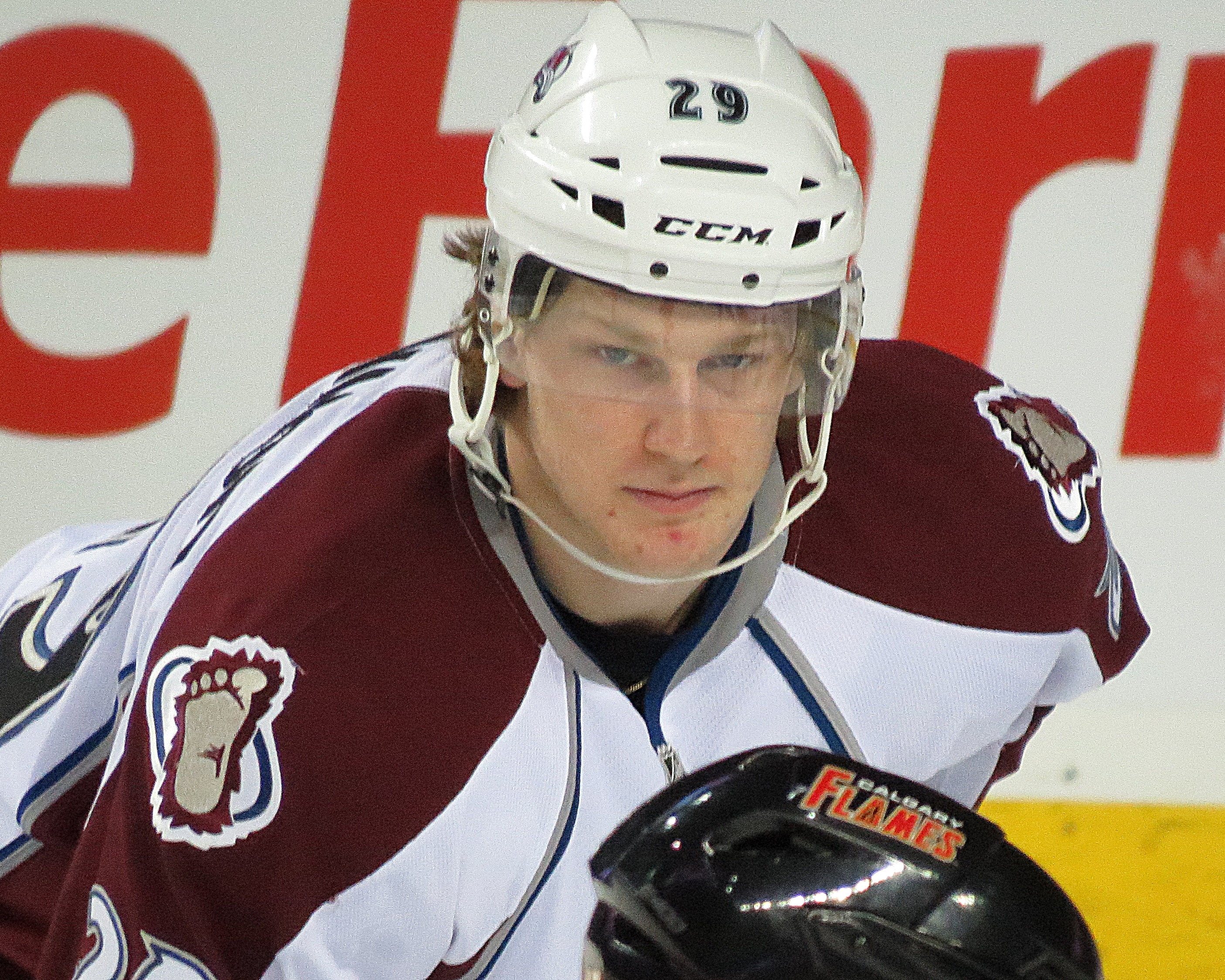
MacKinnon com o Colorado Avalanche em dezembro de 2013

Em 19 de junho de 2013, antes do Draft da NHL de 2013, o treinador do Colorado Avalanche, Patrick Roy, que possuía a primeira escolha geral, afirmou publicamente que sua equipe selecionaria MacKinnon se o draft fosse realizado naquele momento. Em 30 de junho, o Avalanche realmente usou sua escolha geral para selecionar MacKinnon e ele assinou seu primeiro contrato com o clube em 9 de julho. MacKinnon fez sua estreia na NHL no início da temporada de 2013–14, tornando-se o jogador de hóquei mais jovem a vestir a camisa do Colorado Avalanche em um jogo da temporada regular, registrando duas assistências na vitória por 6–1 sobre o Anaheim Ducks. MacKinnon marcou seu primeiro gol na NHL em 12 de outubro. À medida que a temporada avançava, o papel de MacKinnon aumentou. Ele conquistou seu primeiro recorde na NHL ao se tornar o jogador mais jovem a registrar jogos consecutivos com dois gols. MacKinnon também conseguiu uma sequência de pontos de 13 jogos de 25 de janeiro a 6 de março, superando Wayne Gretzky para ter a sequência de pontos mais longa por um jogador de 18 anos na história da NHL. Ele terminou a temporada jogando todos os 82 jogos e liderou todos os novatos com 24 gols e 39 assistências, totalizando 63 pontos, enquanto o Avalanche se classificou para os playoffs pela primeira vez desde 2010. MacKinnon tornou-se apenas o terceiro jogador da NHL a registrar sete pontos em seus primeiros dois jogos de playoffs com um gol e seis assistências nos dois primeiros jogos contra o Minnesota Wild na primeira rodada, embora o Avalanche eventualmente tenha sido eliminado. Em 24 de junho, MacKinnon ganhou o Troféu Calder Memorial de Novato do Ano, tornando-se o jogador mais jovem a vencer este troféu e o terceiro na história do Avalanche, atrás de Chris Drury e Gabriel Landeskog.

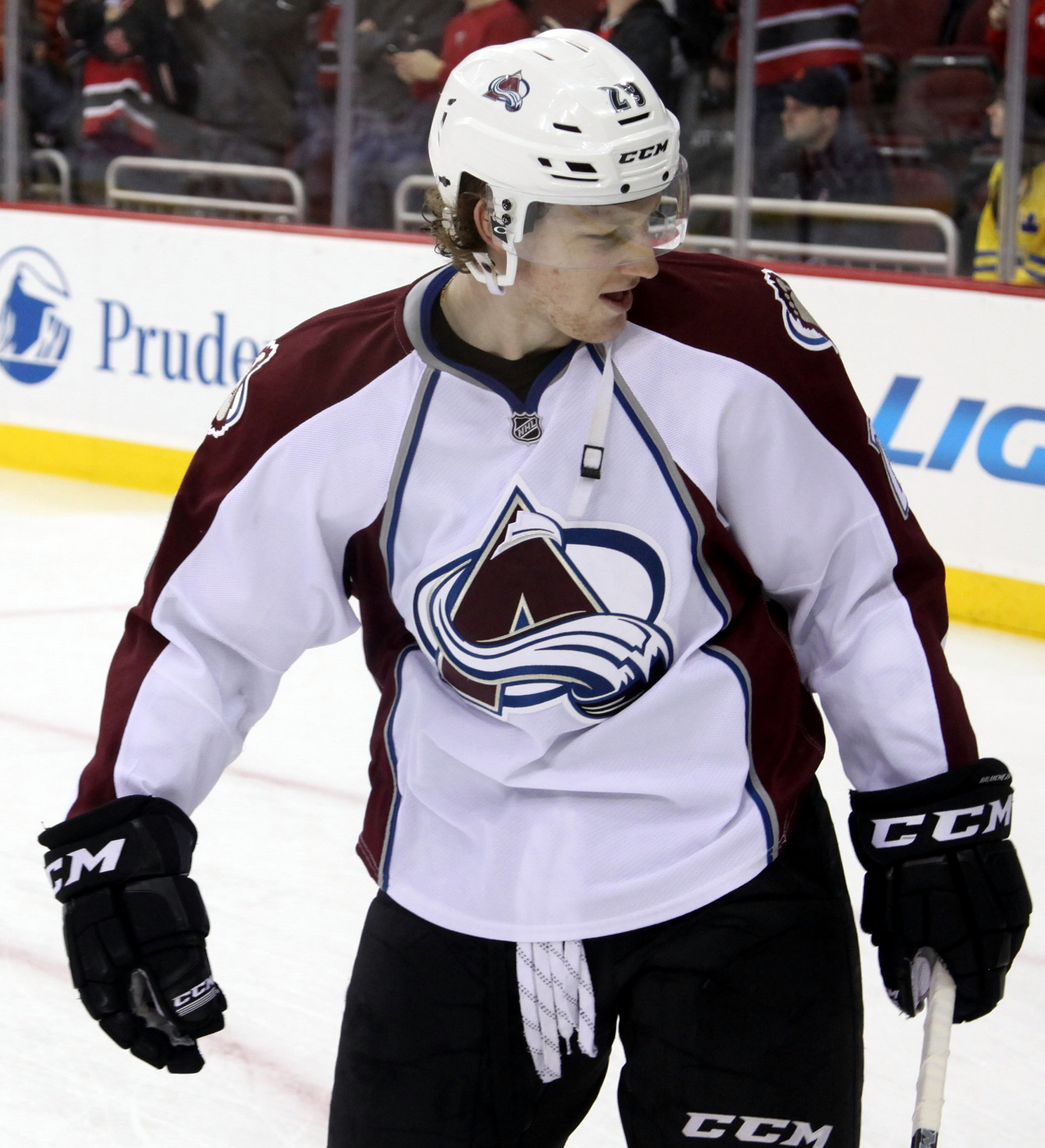
MacKinnon com os Avalanche em novembro de 2014

Em 22 de fevereiro de 2015, MacKinnon registrou seu primeiro hat-trick na NHL em uma vitória por 5–4 sobre o Tampa Bay Lightning, tornando-se o jogador mais jovem da história do Avalanche a conseguir um hat-trick. MacKinnon viu sua produção individual cair na sua segunda temporada, registrando 14 gols e 24 assistências para 38 pontos em 64 jogos, enquanto o Avalanche tinha problemas e não se classificava para os playoffs.
Durante a temporada de 2015–16, MacKinnon registrou 21 gols e 31 assistências, totalizando 52 pontos em 72 jogos. Apesar de sua produtividade ter aumentado em comparação ao ano anterior, o Avalanche continuou a enfrentar dificuldades como equipe e não foi para os playoffs mais uma vez.
Em 8 de julho de 2016, MacKinnon, como agente livre restrito, renovou seu contrato com o Avalanche, assinando um contrato de sete anos e US$44,1 milhões. Em 13 de outubro, dois dias antes do início da temporada de 2016–17, MacKinnon foi anunciado como capitão alternativo do Avalanche. Ele foi nomeado para o seu primeiro All-Star Game da NHL, sendo o único representante do Avalanche. MacKinnon terminou a temporada jogando todos os 82 jogos, com 16 gols e 37 assistências, totalizando 53 pontos, enquanto o Avalanche perdeu os playoffs pela terceira temporada consecutiva e terminou em último lugar na classificação geral.
Estrela, Hart Trophy e título da Stanley Cup (2017–Presente)
Antes da temporada de 2017–18, MacKinnon contratou um psicólogo esportivo, o que ajudou drasticamente a melhorar seu desempenho e o estabeleceu como um dos principais jogadores da liga. Em 16 de novembro de 2017, MacKinnon registrou seu primeiro jogo de cinco pontos na carreira em uma vitória por 6–2 sobre o Washington Capitals. Ele foi novamente selecionado para o All-Star Game da NHL de 2018. MacKinnon registrou seu segundo jogo de cinco pontos na carreira em uma vitória por 7–1 sobre o Minnesota Wild em 2 de março de 2018. Ele terminou a temporada jogando 74 jogos, com 39 gols e 58 assistências, totalizando 97 pontos, ajudando o Avalanche a terminar a temporada como o oitavo na Conferência Oeste, garantindo uma vaga nos playoffs pela primeira vez desde 2014. Nos playoffs, o Avalanche foi derrotado na primeira rodada em seis jogos pelo Nashville Predators. MacKinnon registrou seis pontos (três gols e três assistências) em todos os seis jogos dos playoffs. Em 27 de abril, MacKinnon foi nomeado finalista do Troféu Memorial Hart pela primeira vez em sua carreira como o MVP da temporada regular da NHL; o prêmio foi vencido pelo jogador do New Jersey Devils, Taylor Hall.
Após terminar a temporada de 2018–19 com 99 pontos (41 gols e 58 assistências) em 82 jogos, um ponto a menos de sua primeira temporada com 100 pontos, o Avalanche garantiu a oitava e última vaga nos playoffs da Conferência Oeste pela segunda temporada consecutiva. MacKinnon e o Avalanche derrotaram o Calgary Flames, primeiros colocados, em cinco jogos, marcando a primeira vez que a equipe venceu uma série de playoffs durante o período de MacKinnon com o time. Os Avalanche foram eventualmente derrotados na segunda rodada em sete jogos pelo San Jose Sharks. MacKinnon terminou os playoffs de 2019 com seis gols e sete assistências, totalizando 13 pontos em 12 jogos.
Em 7 de janeiro de 2020, MacKinnon disputou seu 500º jogo na NHL em uma derrota por 5–3 para o New York Rangers, onde conseguiu marcar um gol. MacKinnon estava a caminho de registrar sua primeira temporada com 100 pontos durante a temporada de 2019–20 até que as últimas três semanas da temporada regular foram canceladas devido às restrições da pandemia de COVID-19, tendo 35 gols e 58 assistências, totalizando 93 pontos no momento da paralisação em março de 2020. Em 11 de setembro, MacKinnon venceu o Troféu Lady Byng, que é concedido ao "jogador considerado o melhor em termos de esportividade e comportamento cavalheiresco combinado com um alto padrão de habilidade em jogo." MacKinnon também foi nomeado finalista para o Troféu Memorial Hart pela segunda vez em sua carreira, com o prêmio eventualmente sendo concedido ao jogador do Edmonton Oilers, Leon Draisaitl.
Após a temporada de 2020–21 encurtada pela COVID-19, o Avalanche conquistou o Troféu dos Presidentes como campeões da temporada regular, e MacKinnon foi nomeado finalista do Troféu Memorial Hart pela terceira vez em sua carreira, com o prêmios eventualmente sendo concedidos ao capitão do Edmonton Oilers, Connor McDavid.
Em 26 de janeiro de 2022, MacKinnon sofreu uma fratura no nariz e uma concussão após receber um golpe no rosto de Taylor Hall, do Boston Bruins, o que o fez perder quatro jogos e o All-Star Game da NHL de 2022. MacKinnon terminou a temporada de 2021–22 com 32 gols e 56 assistências, totalizando 88 pontos em 65 jogos disputados. Em 26 de junho, MacKinnon conquistou seu primeiro título da Stanley Cup com o Avalanche, derrotando o Tampa Bay Lightning, atual bi-campeão da Stanley Cup, em seis jogos. Ele foi o artilheiro dos playoffs com 13 gols (empatado com Evander Kane do Edmonton Oilers). Ele também registrou 11 assistências, totalizando 24 pontos em 20 jogos disputados. Seu desempenho ao longo dos playoffs fez com que MacKinnon fosse considerado um possível candidato ao Troféu Conn Smythe como MVP dos playoffs, embora o prêmio tenha sido eventualmente concedido ao seu companheiro de equipe, Cale Makar.

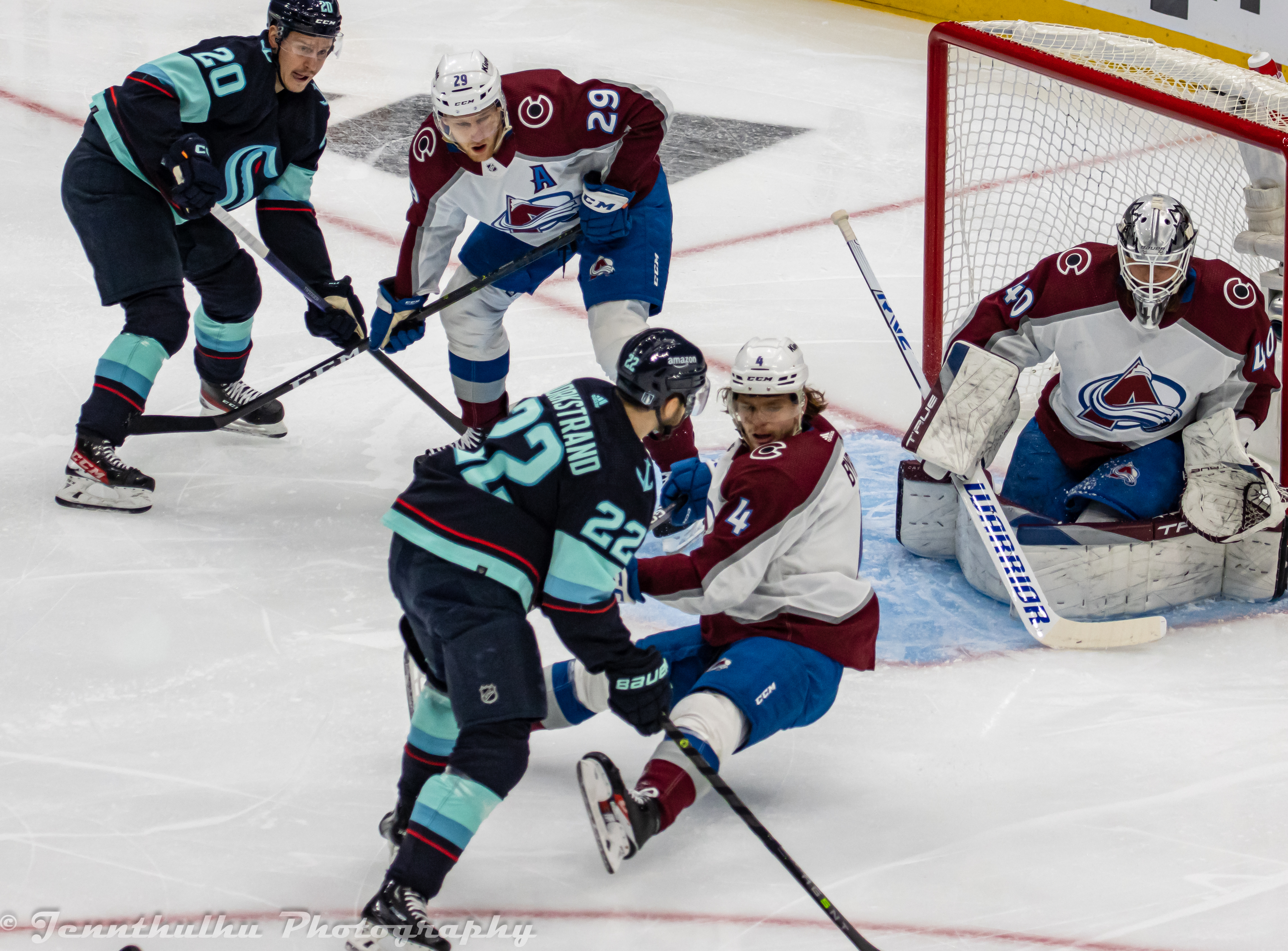
MacKinnon (acima) em abril de 2023 durante a primeira rodada da Stanley Cup de 2023.

Em 20 de setembro de 2022, MacKinnon assinou uma extensão de contrato com o Avalanche por oito anos e US$100,8 milhões. O contrato tem um valor anual médio de US$12,6 milhões, o mais alto da história da liga. Esse recorde seria superado em agosto de 2023, quando o jogador do Toronto Maple Leafs, Auston Matthews, assinou um contrato de US$13,2 milhões.
Em 5 de dezembro de 2023, MacKinnon registrou sua 500ª assistência na carreira em um gol de Logan O'Connor em uma vitória por 3–2 sobre o Anaheim Ducks. Em 21 de dezembro, ele marcou seu 300º gol na carreira e seu sétimo hat-trick em uma vitória por 6–4 sobre o Ottawa Senators. Em 18 de abril de 2024, MacKinnon registrou duas assistências, totalizando um recorde do Avalanche de 140 pontos. A temporada de 2023–24 terminou com MacKinnon jogando em todos os 82 jogos com recordes pessoais em gols (51), assistências (89) e pontos (140), terminando como vice-campeão do Troféu Art Ross, prêmio concedido ao jogador com mais pontos, perdendo para o jogador do Tampa Bay Lightning, Nikita Kucherov, por quatro pontos. Em 27 de junho, MacKinnon foi declarado vencedor do Troféu Ted Lindsay pela Associação de Jogadores da NHL, superando os finalistas Nikita Kucherov do Tampa Bay Lightning e Auston Matthews do Toronto Maple Leafs. Além disso, ele também recebeu o Troféu Memorial Hart como o MVP da temporada regular, superando os outros dois finalistas, Nikita Kucherov e Connor McDavid.

## Carreira na seleção
Em 13 de dezembro de 2012, MacKinnon foi nomeado membro da Seleção Canadense para o Campeonato Mundial Sub-20 de 2013.
No Campeonato Mundial de 2015, onde o Canadá conquistou a medalha de ouro pela primeira vez desde 2007 com um recorde perfeito de 10-0, MacKinnon terminou o torneio com 4 gols e 5 assistências.
MacKinnon foi selecionado para jogar pelo Canadá no Campeonato Mundial de 2017, onde terminou em primeiro lugar na classificação de pontos da equipe, ajudando o Canadá a conquistar a medalha de prata.

## Estatísticas da carreira
| Temporada | Time               | Liga   | Temporada regular | Temporada regular | Temporada regular | Temporada regular | Temporada regular | Playoffs | Playoffs | Playoffs | Playoffs | Playoffs |
| Temporada | Time               | Liga   | GP                | G                 | A                 | Pts               | PIM               | GP       | G        | A        | Pts      | PIM      |
| --------- | ------------------ | ------ | ----------------- | ----------------- | ----------------- | ----------------- | ----------------- | -------- | -------- | -------- | -------- | -------- |
| 2013–14   | Colorado Avalanche | NHL    | 82                | 24                | 39                | 63                | 26                | 7        | 2        | 8        | 10       | 4        |
| 2014–15   | Colorado Avalanche | NHL    | 64                | 14                | 24                | 38                | 34                | —        | —        | —        | —        | —        |
| 2015–16   | Colorado Avalanche | NHL    | 72                | 21                | 31                | 52                | 20                | —        | —        | —        | —        | —        |
| 2016–17   | Colorado Avalanche | NHL    | 82                | 16                | 37                | 53                | 16                | —        | —        | —        | —        | —        |
| 2017–18   | Colorado Avalanche | NHL    | 74                | 39                | 58                | 97                | 55                | 6        | 3        | 3        | 6        | 4        |
| 2018–19   | Colorado Avalanche | NHL    | 82                | 41                | 58                | 99                | 34                | 12       | 6        | 7        | 13       | 2        |
| 2019–20   | Colorado Avalanche | NHL    | 69                | 35                | 58                | 93                | 12                | 15       | 9        | 16       | 25       | 12       |
| 2020–21   | Colorado Avalanche | NHL    | 48                | 20                | 45                | 65                | 37                | 10       | 8        | 7        | 15       | 2        |
| 2021–22   | Colorado Avalanche | NHL    | 65                | 32                | 56                | 88                | 42                | 20       | 13       | 11       | 24       | 8        |
| 2022–23   | Colorado Avalanche | NHL    | 71                | 42                | 69                | 111               | 30                | 7        | 3        | 4        | 7        | 4        |
| 2023–24   | Colorado Avalanche | NHL    | 82                | 51                | 89                | 140               | 42                | 11       | 4        | 10       | 14       | 4        |
| Totais    | Totais             | Totais | 791               | 335               | 564               | 899               | 348               | 88       | 48       | 66       | 114      | 40       |